# Prosoplus bilatemaculatus
Prosoplus bilatemaculatus är en skalbaggsart som beskrevs av Stefan von Breuning 1959. Prosoplus bilatemaculatus ingår i släktet Prosoplus och familjen långhorningar. Inga underarter finns listade i Catalogue of Life.